# おとなの学力検定スペシャル小学校教科書クイズ!
『おとなの学力検定スペシャル小学校教科書クイズ!』（おとなのがくりょくけんていスペシャルしょうがっこうきょうかしょクイズ!）は日本テレビ系列で2007年から2010年まで春・秋の改編期と年末年始に特別番組として放送されていたクイズ番組。

## 内容
小学校で習う問題を30人（第7回以降は24人）の芸能人がクイズ形式で答えていく。正解数や条件に応じて賞金や罰ゲームなどが用意されており、最終的に最も正解数の多い芸能人が優勝となる。第4回と第7回以降は『小中学校教科書クイズ』として放送された。

## ルール
小学校の教科書に収録されている事柄を元に作られた問題を出題（第4回と第7回以降は中学校の教科書からも出題）、その正解数を競う。第6回までは1-6年の学年別に出題、第7回以降は難易度別に第1～3ピリオドに分けられて出題される。
奨学金
初期では1問正解するごとに奨学金1000円が正解者に、第2回から第6回までは全員が正解するごとに奨学金5000円が全員に与えられる。ただし、「進級ライン」と呼ばれる学年ごとの正解率のノルマをクリアしないと、その学年で稼いだ奨学金が没収される。
第4回では全学年終了後中学生クイズを出題、全問終了する前に3問正解すれば獲得した奨学金を持って帰れるが、達成できなかった場合は獲得した奨学金全額が没収される。
第7回からは全員正解時のみ1000円が加算されるようになった。第10回ではさらに奨学金1コイン（500円）に減額された。
ペナルティ
第4回までは、3年生までの問題が出題された時点で最下位の芸能人は、「赤っ恥補習ルーム」と呼ばれる別室で小学生との補習が科せられる。補習受講者は4年生分は参加できず0点となる。5年生から復帰。第5回は補習ルームが廃止され、代わりに4年生の問題を「赤っ恥補習グッズ」と呼ばれる仮面を付けて挑戦しなければならなかった。
第7回から第10回は各級において得点最下位だった解答者が、一発屋芸人が多数いる「下剋上ルーム」に転落。下剋上ルームからは100点満点のテストのうち得点がトップの一発屋芸人のみスタジオ最下位の人と入れ替わって、スタジオに進むことができる（得点は最下位の人のを引き継ぐ）。
第11回では「下剋上ルーム」は廃止され、その代わりにゾンビ芸人の一員だったデッカチャンが通常の解答者として出演し、成績表ではデッカチャンは赤で表され（通常は女性はピンク、男性は水色で表記）、下回った場合は「赤点」とされるようになった（罰則なし）。
クライマックスステージ
第7回より全問題出題後に獲得ポイント上位3名が、優勝を賭けクライマックスステージに挑む。クライマックスステージでは一問一答2問不正解で脱落となるサバイバル方式。最後まで残った人が優勝となる（それまでは、総得点が一番多い人がそのまま優勝）。
第11回は上位6名が進出し1・3・5位、2・4・6位（同点の場合は名前順に上位とする）のグループで予選（ルールは今までと同じ）を戦い、その勝者が決勝・スーパークライマックスステージに挑む。また、6位が同点で複数人出た場合はサドンデスクイズを行い、進出者を決定する。
スーパークライマックスステージ
第11回で登場。クライマックスステージを制した2人が早押しクイズで戦う決勝戦。不正解の場合は問題を全て読んだ上で相手に解答権が移動、5ポイント先取で優勝。
勝者には賞金50万円と番組特製・金のランドセルを贈呈（ただし、第7回のみ賞金は100万円。また、金のランドセルは第6回より贈呈されるようになる）。
中学生との対決
第9回から芸能人同士の戦いと同時に名門中学校の生徒（第9回・第10回は早稲田中学校3年生を1人、第11回は筑波大学附属駒場中学校3年生の3人）対芸能人軍が並行して行われるようになった。同じ問題を行い、記述問題では芸能人軍は3分の2である16人以上正解で1ポイント（第11回では過半数の13人以上正解で1ポイントにハードルを下げられた。）。総獲得ポイントの多いチームの勝利（賞罰はなし）。3回とも、中学生が勝利した。

## 出演者

### 司会
- 上田晋也（くりぃむしちゅー）

### 進行
- 久保純子（元NHKアナウンサー）

### 主な解答者
- 東貴博
- カンニング竹山
- 勝俣州和
- 西川史子
- 小島よしお
- 優木まおみ
- 有賀さつき
- 矢崎滋
- 岡本玲
- 本村健太郎
- 眞鍋かをり
- 宮川俊二
- オリエンタルラジオ

### 第6回以前の解答者
開始当初は「おバカブーム」により、珍解答が期待される出演者が多かった。第7回以降は出演者が高学歴芸能人がメインとなった事により、おバカタレントの多い初期メンバーからクイズタレントの後期メンバーへと移り変わっていった。
- つるの剛士
- 堀越のり
- 時東ぁみ
- 岡田唯
- 武田修宏
- 矢口真里
- 西村知美

### ゾンビ芸人
ゾンビ芸人の多くは「エンタの神様」で一時期売れていた芸人である。「下剋上ルーム」からスタジオに進出したのはいずれも坂野のみだが、坂野は全ての回で最終的に「下剋上ルーム」に逆戻りしているため、最終的に通常スタジオで終えたゾンビ芸人は誰もいなかった。
- デッカチャン：ゾンビ芸人として下剋上ルームからモニター越しに出演。ペーパーテストでは高学歴のダンディが強いため、いつもスタジオ入りできない状態が続いていたが、第11回大会にゾンビ芸人ではなく普通のゲストとして遂にスタジオ入りを果たした。先述通り、デッカチャン以下は赤点というボーダーライン扱いをされた。
- ダンディ坂野：同じくゾンビ芸人の一味。ゾンビ芸人の中では賢い方なので、いつもスタジオ最下位と入れ替わっているが、大抵また坂野が最下位となって下剋上ルームへ追い返される。第10回では成績では逆戻りを逃れたが、「ファストリレー」や「スピードボイス」でチームの足を引っ張ったため、結局追い返されてしまった。
- コウメ太夫
- ですよ。
- まちゃまちゃ
- 鼠先輩

### ナレーション
- 林田尚親
- 江森浩子
- 赤平大

## 放送日
| 回 | 放送日時                     | 優勝者                          | 視聴率 | 備考 |
| -- | ---------------------------- | ------------------------------- | ------ | --- |
| 1  | 2007年10月9日 19:00 - 20:54  | 辻よしなり                      | 14.0%  | 中間成績での別室行きはつるの剛士と堀越のり。 |
| 2  | 2007年12月30日 18:00 - 21:00 | 本村健太郎                      | 18.0%  | テレビ大分とテレビ宮崎は18:30に飛び乗り 中間成績での別室行きは大島麻衣（当時AKB48）。 視聴率の方は「第49回 輝く!日本レコード大賞」（TBS）を上回った。 |
| 3  | 2008年3月30日 19:00 - 21:54  | 山根良顕 （アンガールズ）       | 15.2%  | 中間成績での別室行きは安倍麻美。 |
| 4  | 2008年9月30日 19:00 - 23:18  | 山根良顕 （アンガールズ）       | 12.7%  | 番組最長の4時間放送。中間成績での別室行きは岡田唯。                                                                                                   |
| 5  | 2009年1月3日 18:30 - 20:54   | 斉藤慶子                        | 9.4%   | 赤っ恥勉強グッズを付けさせられたのは道重さゆみ。 初めて視聴率が1桁を記録してしまった。                                                                |
| 6  | 2009年3月22日 19:00 - 21:54  | 辰巳琢郎                        | 13.8%  | 男女対抗戦（番組内では「クラス対抗戦」と呼称）で行われ、ポイントの高かったチームに賞金（奨学金30万円）が送られた。                                    |
| 7  | 2009年9月27日 19:00 - 22:18  | 岡本玲                          | 11.2%  | 解答枠が24枠に減少。「スピードボイス」が初登場。 この回からフルレターボックス放送になる。                                                             |
| 8  | 2010年1月9日 19:00 - 21:54   | 中田敦彦 （オリエンタルラジオ） | 12.4%  | サバイバルクイズ登場 |
| 9  | 2010年4月4日 19:00 - 21:54   | 本村健太郎                      | 11.7%  | この回から中学生との対決が始まる。 |
| 10 | 2010年9月20日 19:00 - 21:54  | 本村健太郎                      | 11.5%  | |
| 11 | 2010年12月26日 19:00 - 21:54 | 麻木久仁子                      | 8.1%   | これまでの最低視聴率を記録した。 この回を最後に放送されていない。                                                                                     |

## 主な問題
- 問題VTRには映像やイラストによる出題の他、若手芸人がネタを交えて出題する問題もある。問題やステージの合間にはボーナス奨学金をかけた全員参加クイズやボーナスポイントをかけたチーム別対抗クイズが行われることがある。
- 問題は国語・算数･生活（ - 2年）・理科（3年 - ）・社会（3年 - ）・音楽の他に、第2回からは英語、第3回からは体育（武田のリクエスト）・図画工作・家庭科からも出題された。

リレークイズ
合間に行われる全員参加のボーナスクイズ。司会者から見て一番左上の解答者から問題に挑戦。5秒以内に2択の正しいほうを選んだり、漢字の読みを答える。正解すれば奨学金1000円が積み立てられ次の人へ移る。以後、正解するたびに1000円が積み立てられるが、誰か1人でも不正解の場合、それまでに積み立てられた奨学金は全額没収され1からやり直しとなる。最後の1人が終了した時点で、残っている奨学金が全員に与えられる。全員正解すると1人3万円（24人制以後は2万4000円）。
このクイズのみ教科書以外から出題される。中には、解答者の得意分野の問題も出題される。
第4回は3回行われ、3回目は3択問題で賞金が2倍となった。
サバイバルクイズ
「日本の首相の順番（徐々にさかのぼる）」「世界の首都（徐々にマイナーになっていく）」など難易度にばらつきがある問題が1問ずつ出題される。正解すれば次の難しい問題に進めるが、1問でも間違えると以降の解答権を失う。1問正解ごとに得点が加算、最後まで残った人にはボーナスが加算される。
ファストリレー
1チーム8人の3チームに分かれての対決。4文字クイズや漢字読みクイズを1人ずつ出題、正解するか1問あたりの規定時間を過ぎると次の人に交代。制限時間内に正解した問題数を競う。順位に応じてチームのメンバー全員に得点が加算される。
スピードボイス
『マジカル頭脳パワー!!』の名クイズ「マジカルシャウト」の復刻版。本家同様答えが分かったらその言葉を叫ぶ。2ブロックに分かれ1チーム3人の4チーム対戦を行う。お手付き・誤答は1回休み（本家では他の誰かが間違えるまで休み）。1人正解ごとに解答者をチェンジ。先に3人正解したチームから上位となり、順位に応じた得点がメンバー全員に加算される。本家にもあった「映像シャウト（番組では映像クイズ）」や「似たもの三択」「まぎらわしい三択（まぎらわ三択）」も出題されている。
第11回では上位2チームが得点獲得、さらに各ブロック1位と中学生チームが決勝戦を行う。
早書きクエスチョン
問題に早書きで解答、30秒以内に1人でも正解できなければ事前に指定されたターゲットの過去の恥ずかし映像が暴露される。全員正解できれば返り討ちとして司会の上田・久保の恥ずかし映像が暴露される。

## スタッフ
- 構成：上野耕平
- 問題作成：水野圭祐（第8,10回）、杉本みな子（第10回）
- 監修：中学受験専門鉄能会、TOSS、山梨大学教育人間科学部准教授・松森靖夫、日本家庭教師センター学院（日本以外→第1回-、日本→第6,8,10回）
- 美術：中原晃一
- デザイン：磯村英俊
- TM：石塚功（第10回）
- SW：蔦佳樹（第1〜4,6,10回）
- CAM：大庭茂嗣
- AUD：青山禎矢（第5,8,10回）
- VE：斉藤孝行（第8,10回）
- 照明：木村弥史（第10回）
- 音効：堺慶史郎（M-TANK）
- EED：平原卓治、井上三郎
- MA：
- TK：西岡八生子
- 電飾：テルミック
- モニター：ジャパンテレビ
- 技術協力：NiTRo、アビス(ABYSS、第5回〜)
- 美術協力：日テレアート
- タイトル：安居院一展
- CG：森三平、PDトウキョウ
- 編成：土谷幸弘（第8,10回）
- 広報：友定絋子（第10回）
- リサーチ：フルタイム
- デスク：府川麻衣子（第2回〜）
- AP：高橋由佳（第2回〜、第1回はディレクター担当）
- AD：中島祥太（第2回〜）、大野歩（第8,10回〜）
- 演出：川本良樹（第2回〜）、牛込剛（第8回〜、第2〜6回はディレクター担当）
- ディレクター：福田龍（第10回〜）、稲葉則央（第1,2,4〜6,10回）、小野元照（第1〜6,8,10回）、陣崎行夫（第2回〜）、武井陽介（第5,6,8,10回）、上野和彦（第2回〜）、岡本光浩（第10回）
- プロデューサー：林田竜一（第2回〜）、佐々木雅子（第8回〜、第2〜6回はAP）、橋本元康（第1回〜）
- 制作協力：R-1（第2回〜）、ホールマン（第1回〜）
- 演出：鈴木淳一（第7回〜）
- チーフプロデューサー：森実陽三（第10回〜、第3回までがプロデューサー、第4〜9回がチーフクリエイター）
- 製作著作：日本テレビ

### 過去のスタッフ
- 問題作成：高橋裕臣、米村慎一、藤本裕、細村卓也、板垣悟司（共に第6回）、松林健（第8回）、石原大二郎
- 監修：全国家庭科教育協会（第3回）
- クイズ作家：CAMEYO、オズマ、オフィス・トゥー・ワン
- 出題協力：東大英理数教室
- TM：古井戸博（第1〜6,8回）
- SW：望月達史（第5回）
- CAM：木村博靖（第1〜6,8回）
- AUD：亘三千子（第1,2回）、丸山博充（第3回）、濱田雄介（第4,6回）、三石敏生
- VE：山口孝志（第1回）、佐藤満（第2回）、田口徹（第3〜6回）、小澤郁彌
- 照明：小笠原雅登（第1〜6,8回）
- 音効：竹中幸治（M-TANK、第4回）、木村有（M-TANK、第5,6,8回）
- EED：里中恵美子（第1〜3回）、小川琢磨（第6回）、黒田昌志（第8回）
- MA：指田高史（第1〜4回）、武田慎司（第5,6回）、倉光恵一（第8,10回）、阿部祥高
- CG：ポイントピクチャーズ（第1〜6,8回）
- 運営：アガサス（第1〜3回）
- 技術協力：パワービジョン（第1回）、HBCメディアクリエート（第1回）、スウィッシュ・ジャパン（第2回以降）、LOOP（第2回）、テークワン（第2,8回）
- 編成：松隈美和
- 広報：西室由佳里（第1〜5回）、向笠啓祐（第6,8回）
- AD：根本祐樹（第2〜9回）
- ディレクター：川名良和（第1〜4回）、又吉真平（第2〜8回）、丸山剛（第3回）、佐藤野枝（第4回）、花園カレン（第5回）
- 演出：高谷和男（第1〜6回）
- チーフプロデューサー：梅原幹（第1〜3回）